# Relațiile dintre România și Turcia

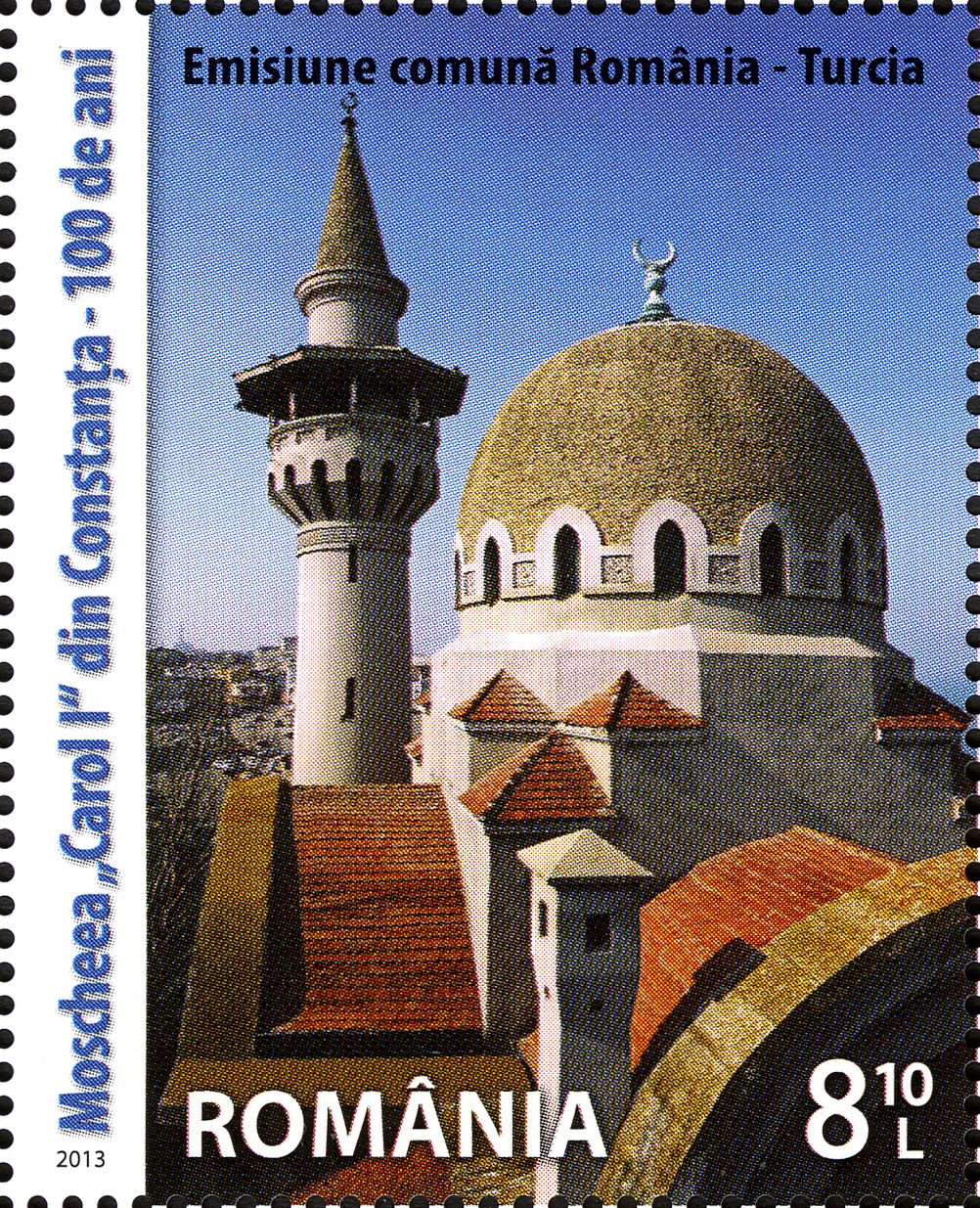
Emisiune filatelică comună România-Turcia, 2013

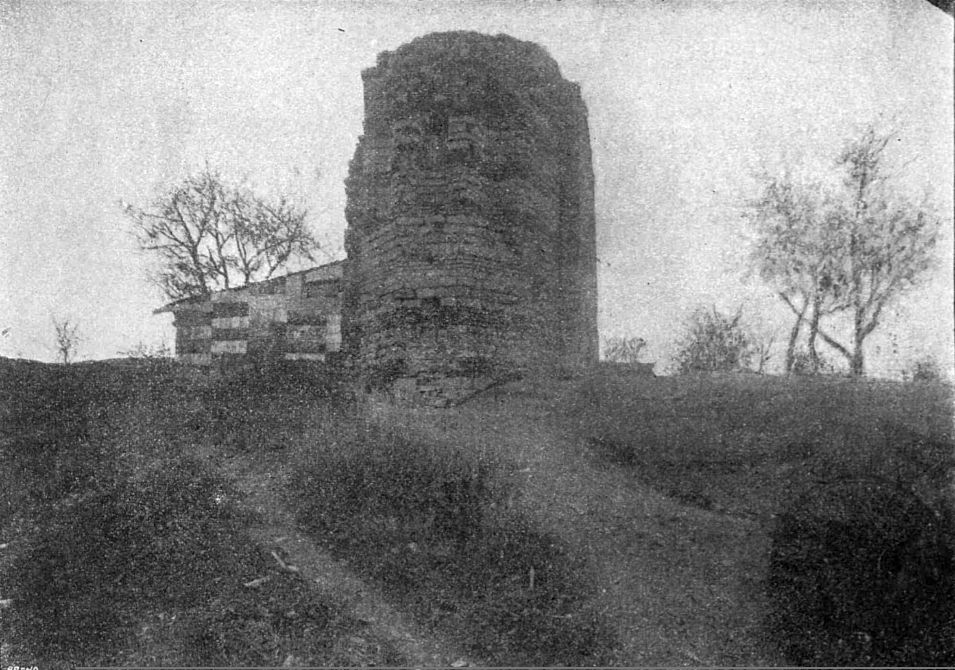
Ruinele Bogdan Sarai, 1905

Relațiile dintre România și Turcia sunt relații externe între România și Turcia. Cele două țări întrețin relații istorice, geografice și culturale de lungă durată. România are o ambasadă la Ankara și două consulate generale la Istanbul și İzmir. România mai are patru consulate onorifice în Turcia la  İskenderun, Edirne, Trabzon și Eskișehir. Turcia are o ambasadă la București și un consulat general la Constanța. Turcia mai are în România două consulate onorifice la Cluj și Iași. Ambele țări sunt membre complete ale NATO, BLACKSEAFOR și BSEC. România are Institutul Cultural Român „Dimitrie Cantemir”, care se află în Istanbul.
În anul 2015 guvernul Victor Ponta a atribuit un teren pentru construirea Marii Moschei din București, cu finanțare din partea guvernului turc. Proiectul a fost abandonat în anul 2018.

## Vizite la nivel înalt
- Președintele Ahmet Necdet Sezer a vizitat România între 8 și 9 iulie 2004.
- Președintele Traian Băsescu a vizitat Turcia în perioada 28-29 septembrie 2005.
- Prim-ministrul Recep Tayyip Erdoğan a vizitat România între 24-26 octombrie 2007.
- Prim-ministrul Călin Popescu-Tăriceanu a vizitat Turcia în perioada 1-2 februarie 2006.
- Ministrul Afacerilor Externe Lazăr Comănescu a vizitat Turcia în 19 aprilie și 20 noiembrie 2003.
- Președintele Parlamentului Bogdan Olteanu a vizitat Turcia în perioada 7 - 9 noiembrie 2007.
- Președintele Parlamentului Koksal Toptan a vizitat România între 27 și 30 noiembrie 2008.

## Vezi și
- Relațiile externe ale României
- Turcii din România

## Legături externe
- Turkish Ministry of Foreign Affairs about relations with Romania
- Relații bilaterale Ministerul Afacerilor Externe
- Romanian embassies in Turkey